# Liminka
Liminka est une municipalité du nord-ouest de la Finlande, dans la région d'Ostrobotnie du Nord.

## Géographie
Elle se situe en grande banlieue sud d'Oulu. Le centre administratif est à 27 km au sud du centre-ville.
La commune a une superficie de 651,64 km2 et se présente comme une longue bande de terre de 60 km de long, s'étendant du golfe de Botnie jusqu'aux premiers reliefs du Kainuu, par delà la grande plaine ostrobotnienne. La zone entourant le village-centre, à la jonction de deux des plus importantes routes nationales du pays (la valtatie 4 - E75 et la valtatie 8), est la seule à être significativement peuplée, les parties plus éloignées étant pratiquement vides.
La côte est également très sauvage, et le golfe de Liminka est un des sites ornithologique les plus prisés de Finlande voire d'Europe.
Les municipalités voisines sont Kempele au nord, Tyrnävä à l'est, Rantsila au sud-est, Ruukki au sud et Lumijoki à l'ouest.

## Démographie
Depuis 1980, la démographie de Liminka a évolué comme suit, :
| Année      | 1980  | 1985  | 1990  | 1995  | 2000  | 2005  |
| ---------- | ----- | ----- | ----- | ----- | ----- | ----- |
| population | 4 068 | 4 418 | 4 822 | 5 516 | 5 735 | 7 484 |

| Année      | 2010  | 2015  | 2020   |
| ---------- | ----- | ----- | ------ |
| population | 9 037 | 9 937 | 10 258 |

## Politique et administration
La répartition des sièges du conseil municipal pour la période 2017–202 est la suivante:
| Parti                  | Sièges |
| ---------------------- | ------ |
| Parti du centre        | 19     |
| Vrais Finlandais       | 4      |
| Alliance de gauche     | 3      |
| Coalition nationale    | 3      |
| Ligue verte            | 3      |
| Parti social-démocrate | 2      |
| Chrétiens-démocrates   | 1      |

## Histoire
La paroisse est l'une des plus anciennes de la moitié nord de la Finlande, fondée au XVe siècle. Au moment de son extension maximale, au XVIe siècle, elle comprend toute la partie centrale de l'actuelle Province d'Oulu, de la côte à la frontière Russe. Oulu et Paltamo sont séparées dans les premières années du XVIIe siècle, et depuis lors la commune a été fréquemment morcelée.
La paroisse est depuis le XIXe siècle un des bastions du læstadianisme en Finlande.
Elle connaît actuellement d'importantes mutations, se transformant d'une communauté agricole à une ville de banlieue, voyant sa population croître à un rythme souvent supérieur à 3 % annuels. Elle ne comptait que 3 872 habitants en 1973 et a 9300 habitants en 2012.

## Lieux et monuments
- Parc zoologique et floral d'Escurial (fi)
- Église de Liminka
- Ancien Liminka (fi)
- Baie de Liminka (fi)
- Musée Abraham Ojanperä.
- Musée Vilho Lampi
- Presbytère de Liminka.
- Arboretum d'Alakestilä

## Transports
Le village central de Liminka et les villages de Hirvineva, Ketunmaa, Tikkaperä et Tupos sont situés le long de la voie ferrée Seinäjoki–Oulu.
Liminka est située à au croisement de la route nationale 4 et de la route nationale 8.
Liminka est aussi traversée par la seututie 813 (Raahe-Liminka) et par la seututie 847 (Liminka-Ii).

## Jumelages
| Ville | Ville          | Pays | Pays    | Période     |
| ----- | -------------- | ---- | ------- | ----------- |
|       | Commune de Nõo |      | Estonie | depuis 1991 |

## Personnalités
C'est la commune de naissance de l'écrivain Anna-Leena Härkönen, du mathématicien Hjalmar Mellin, de l'artiste-peintre Vilho Lampi et des députés Susanna Huovinen et Juho Sunila.

## Galerie

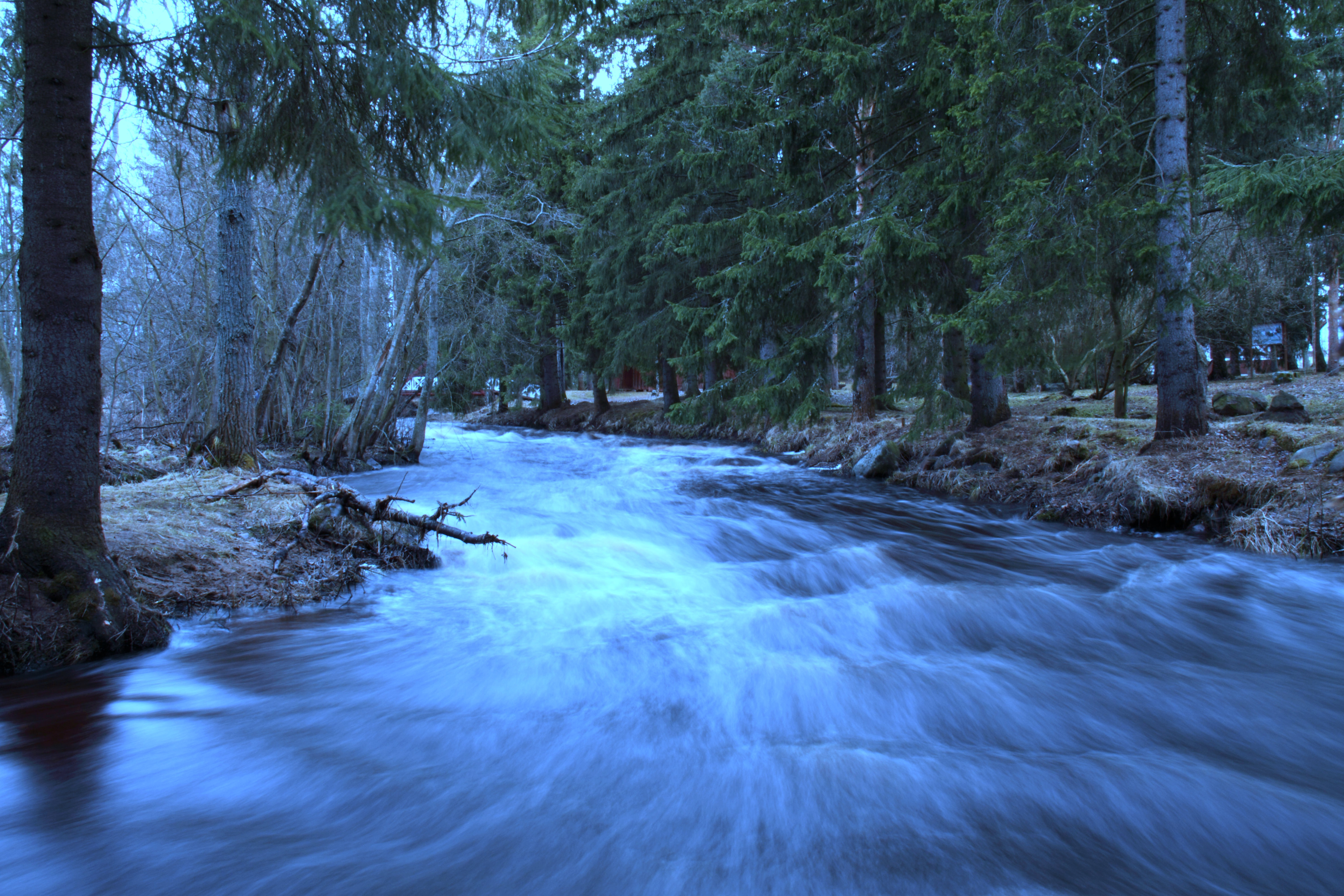
L'arboretum d'Alakestilä.
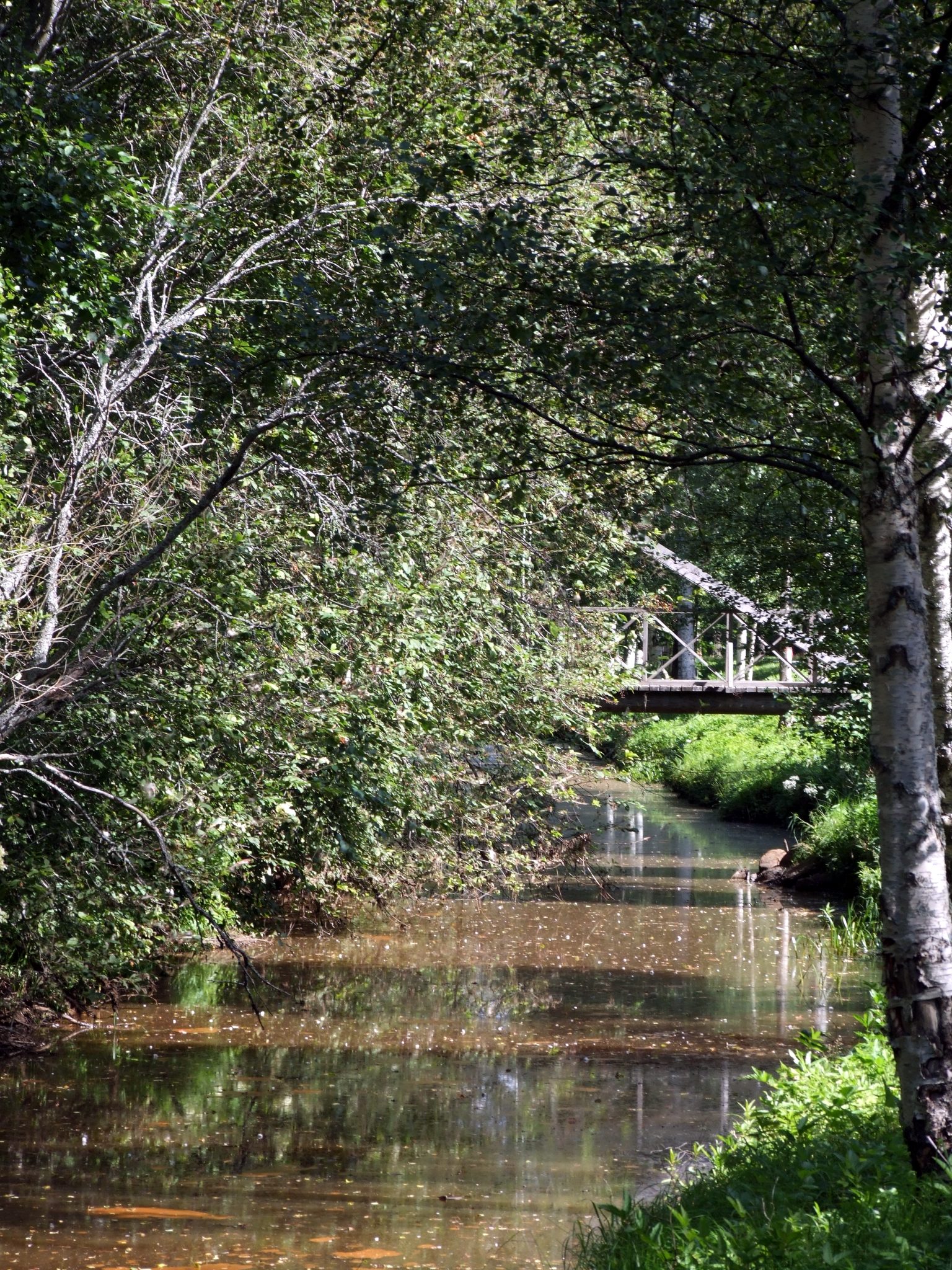
La rivière Liminganjoki.
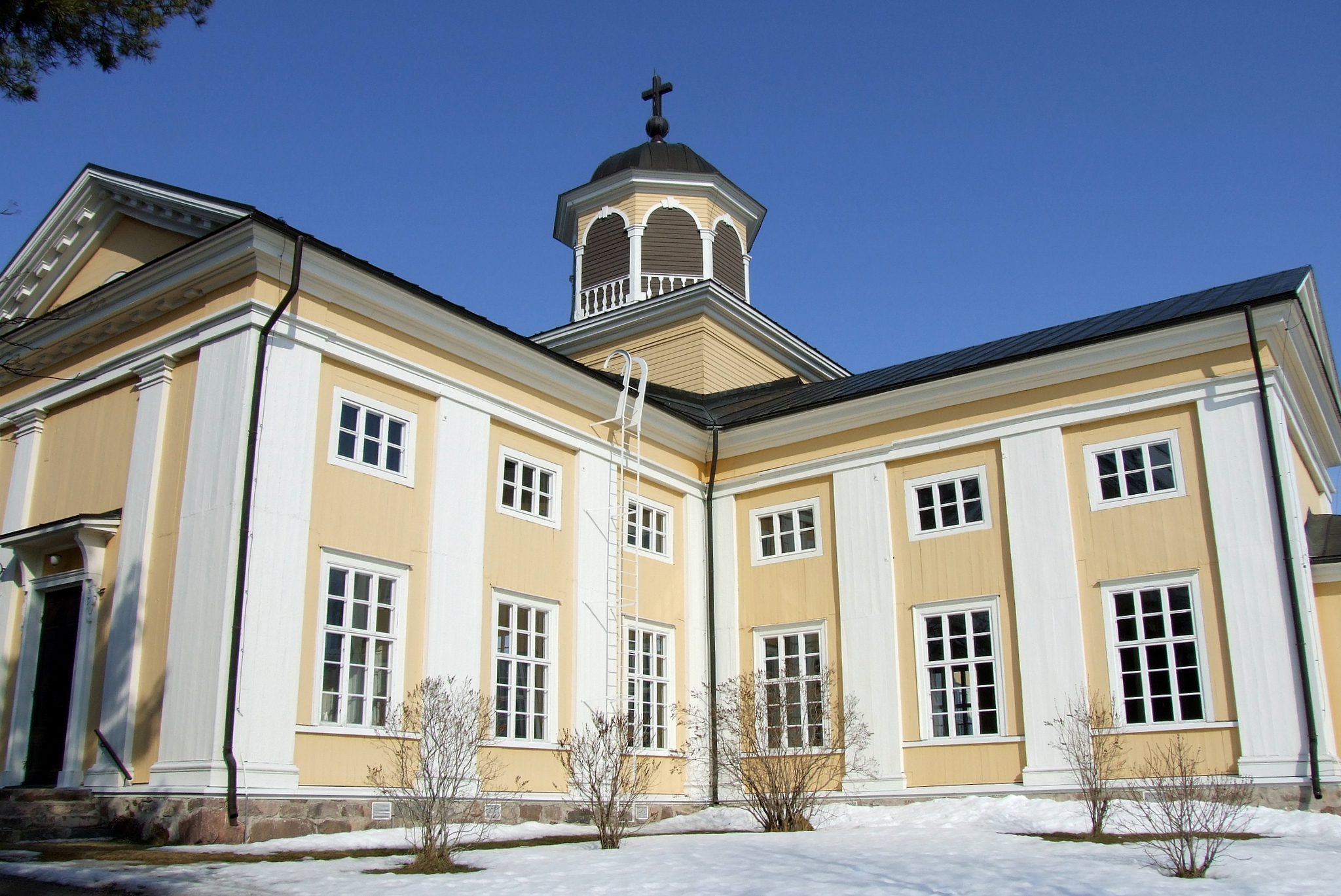
L'église de Liminka.
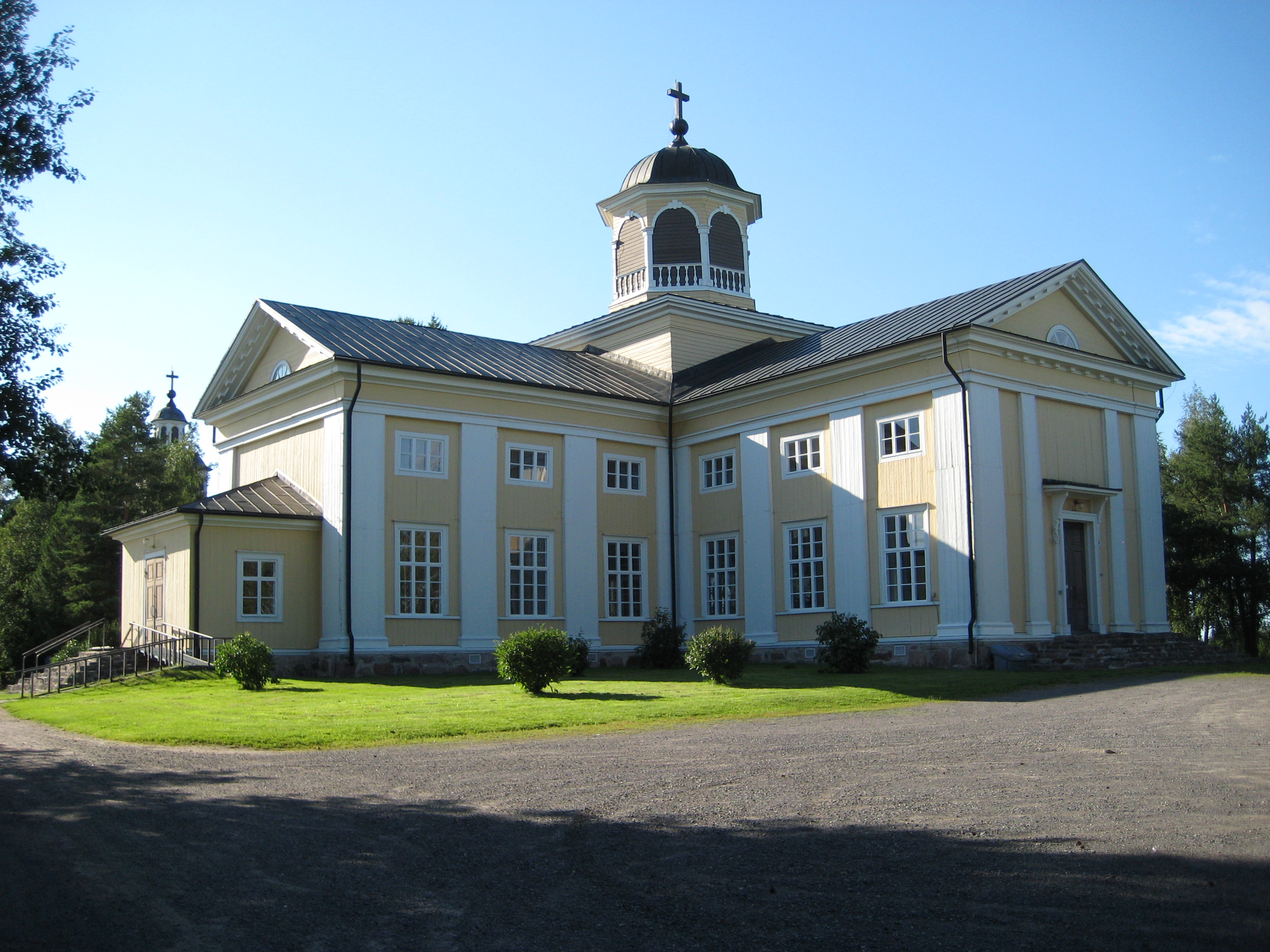
L'église de Liminka.
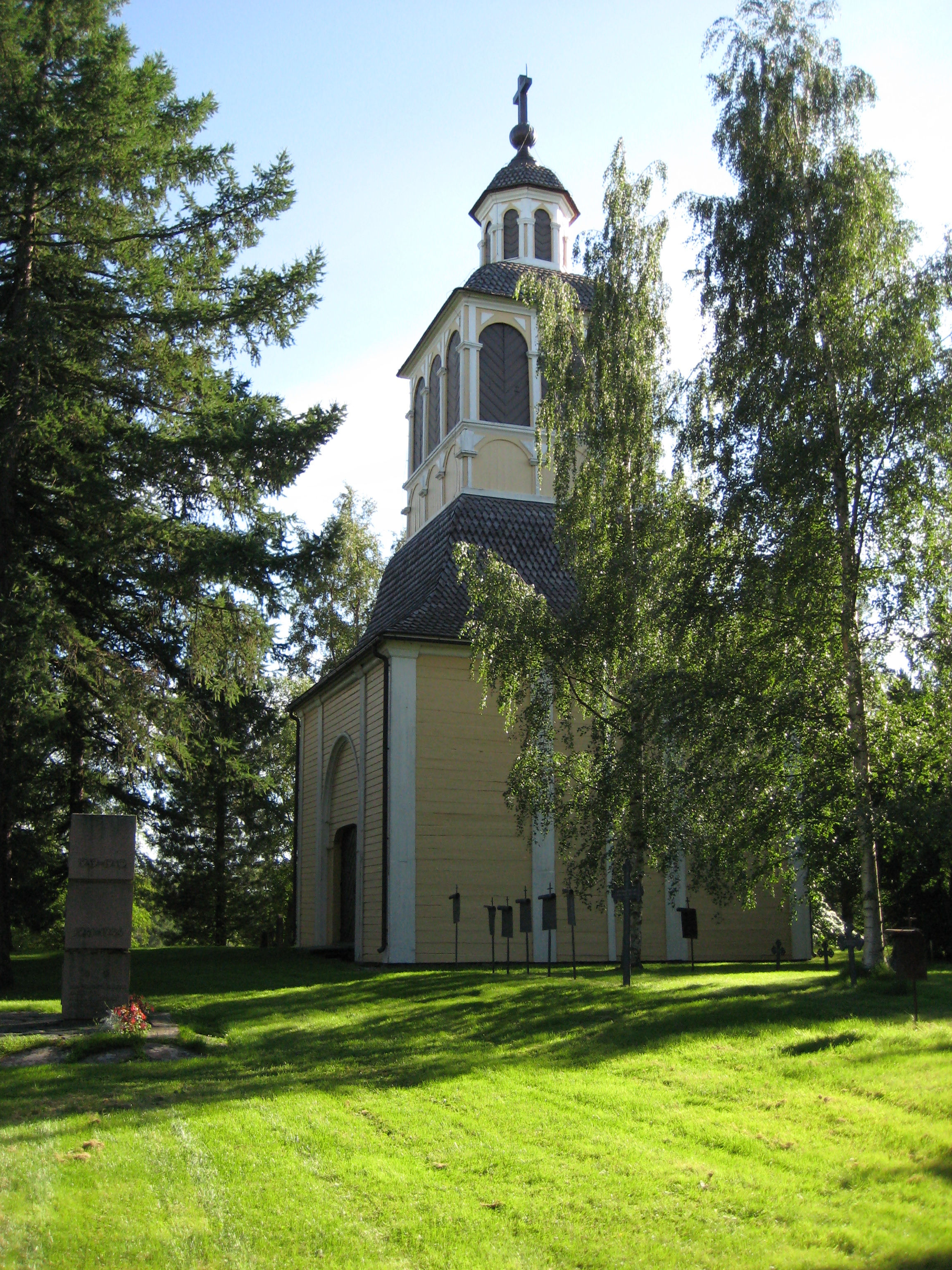
Le clocher de l'église de Liminka.
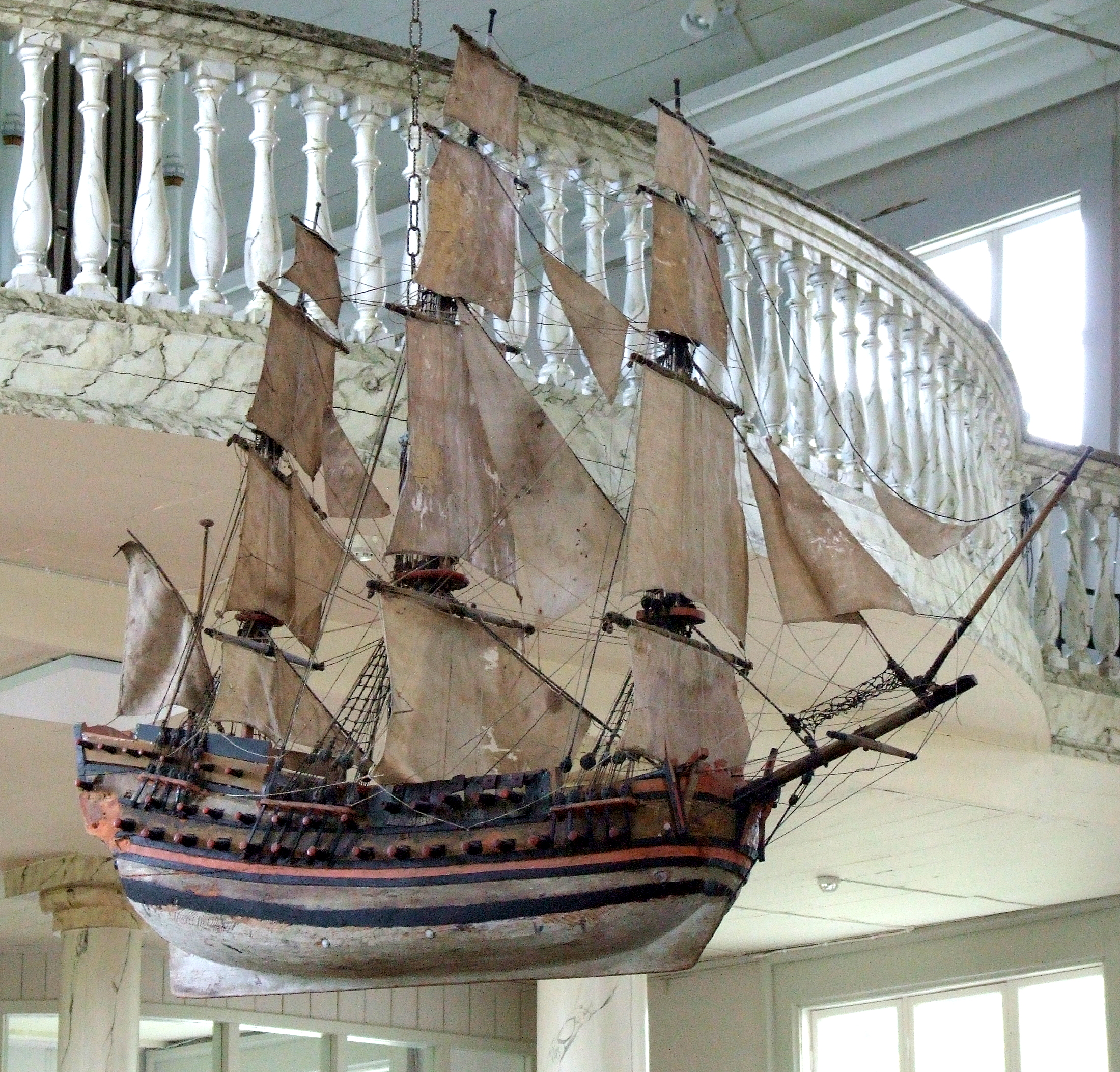
L'ex-voto de l'église de Liminka.
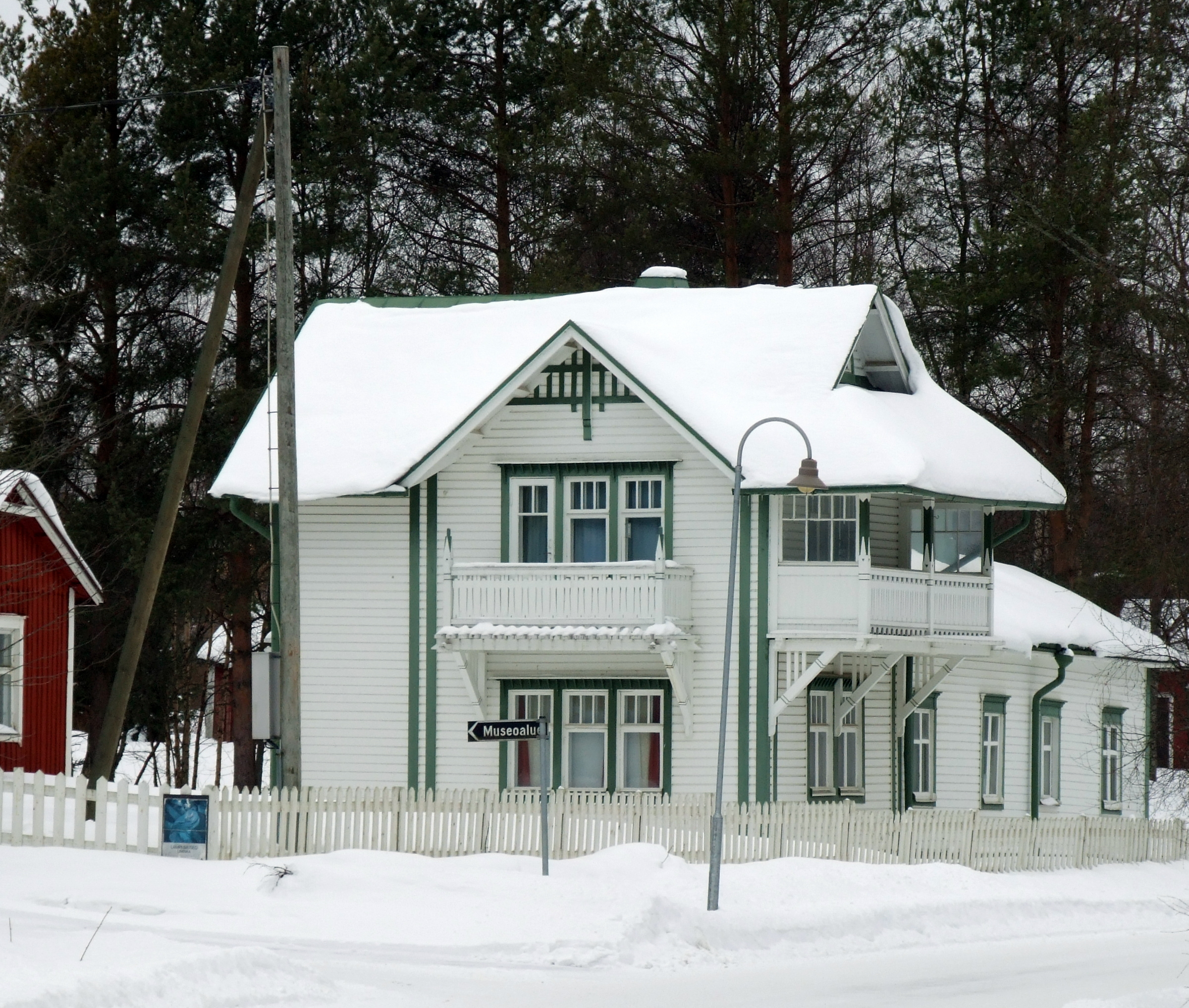
Musée Abraham Ojanperä.
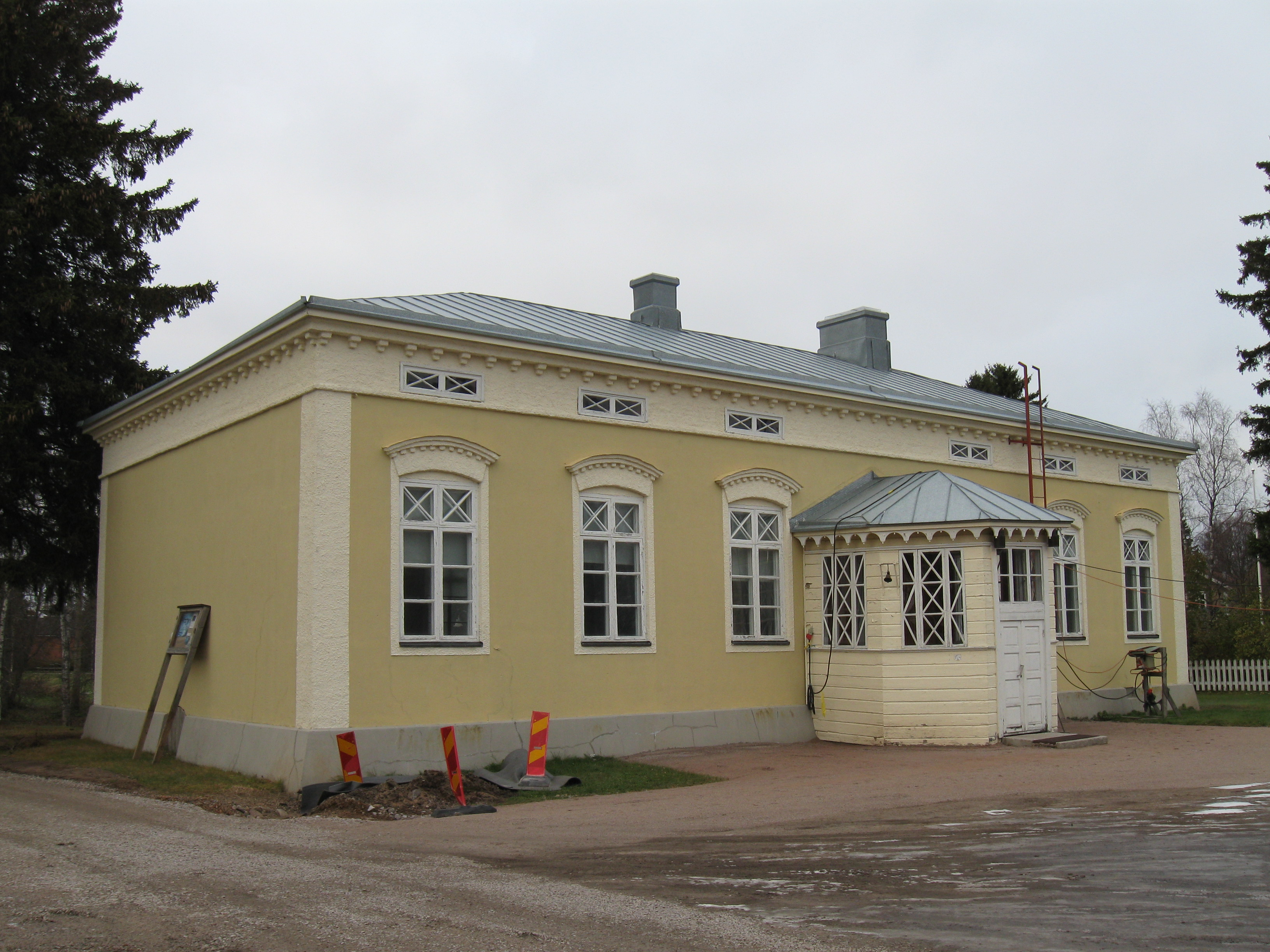
Musée Vilho Lampi dans l'ancienne école construite en 1868.
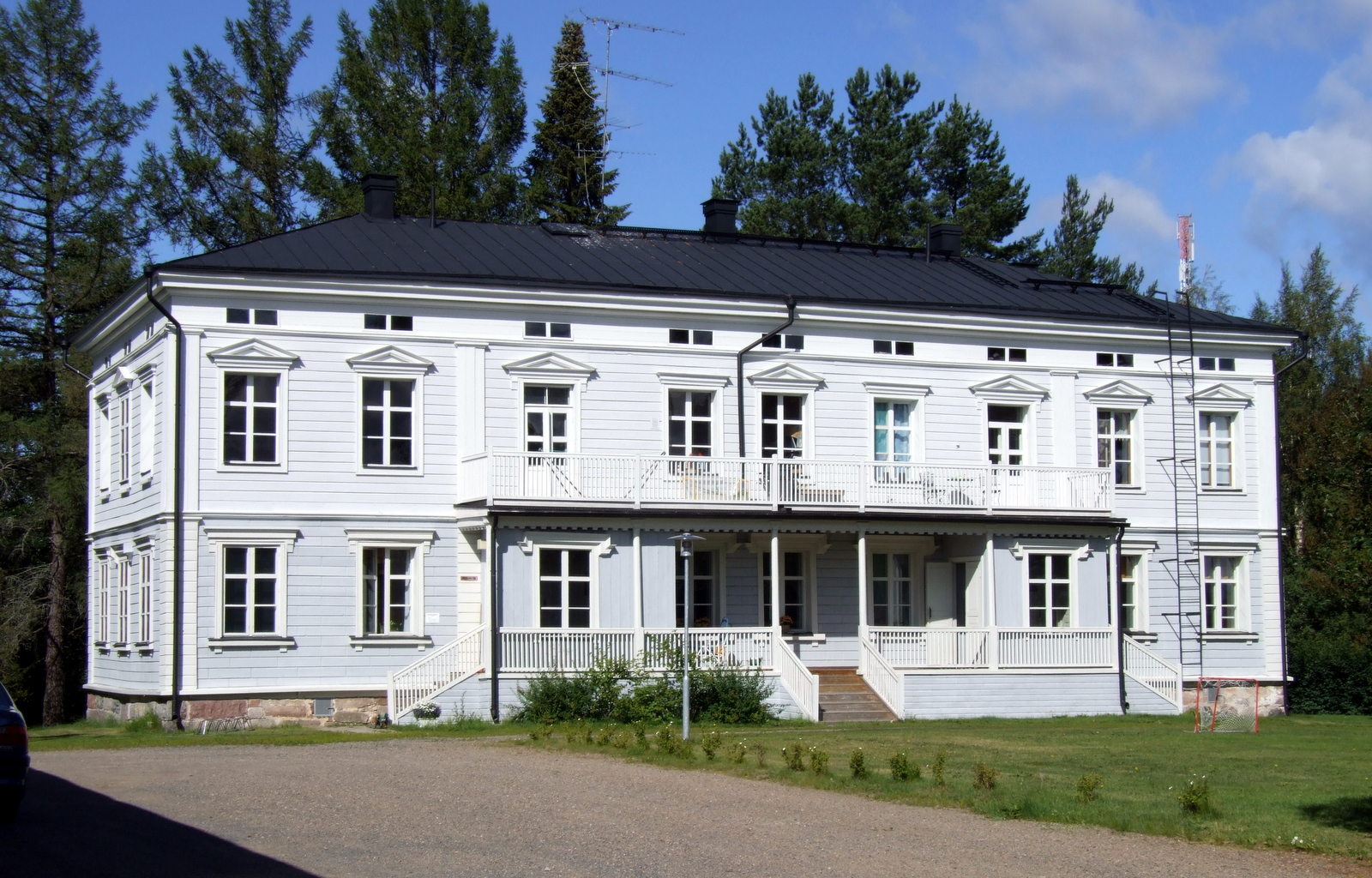
Le presbytère.
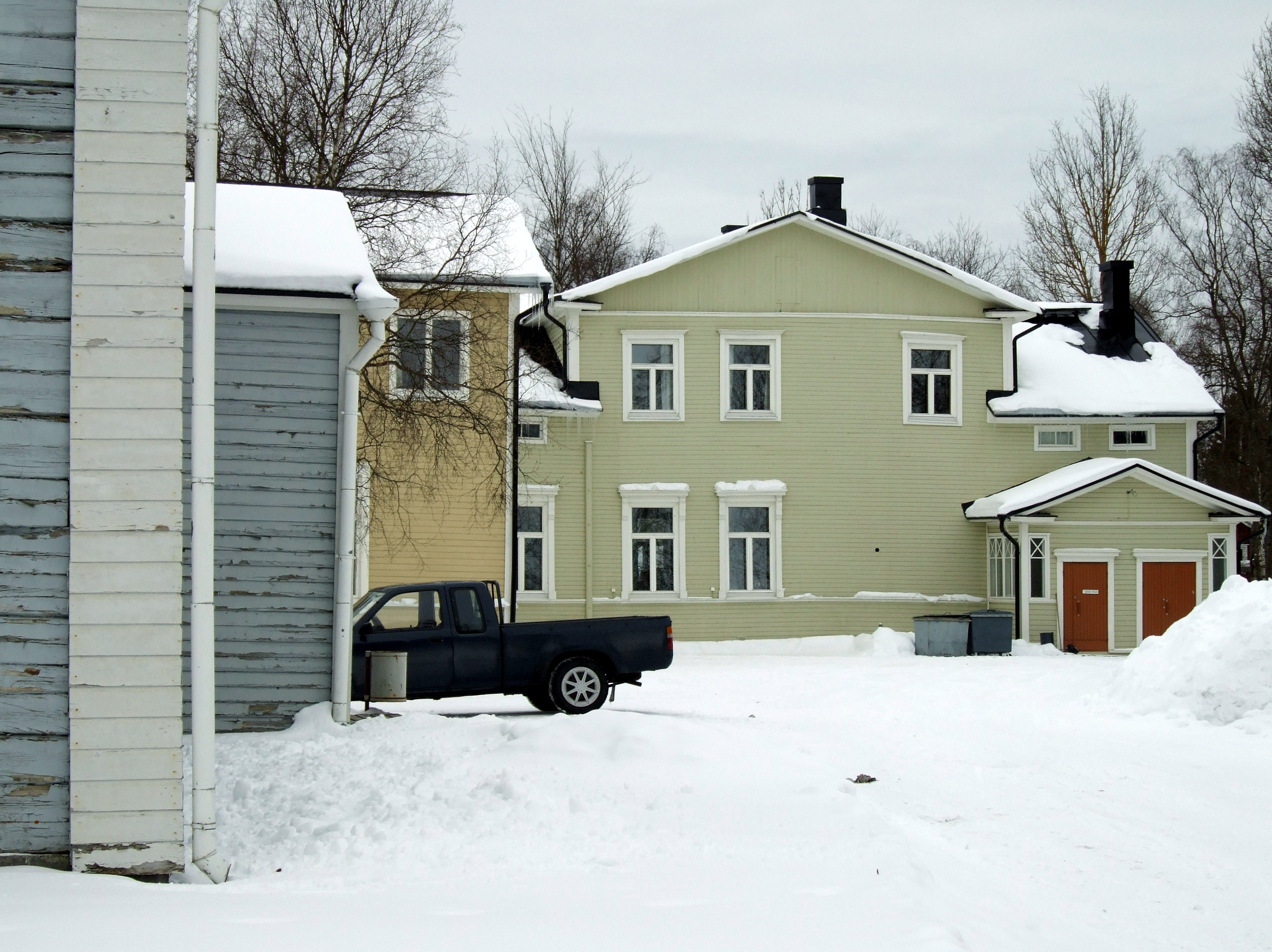
L'école d'art.
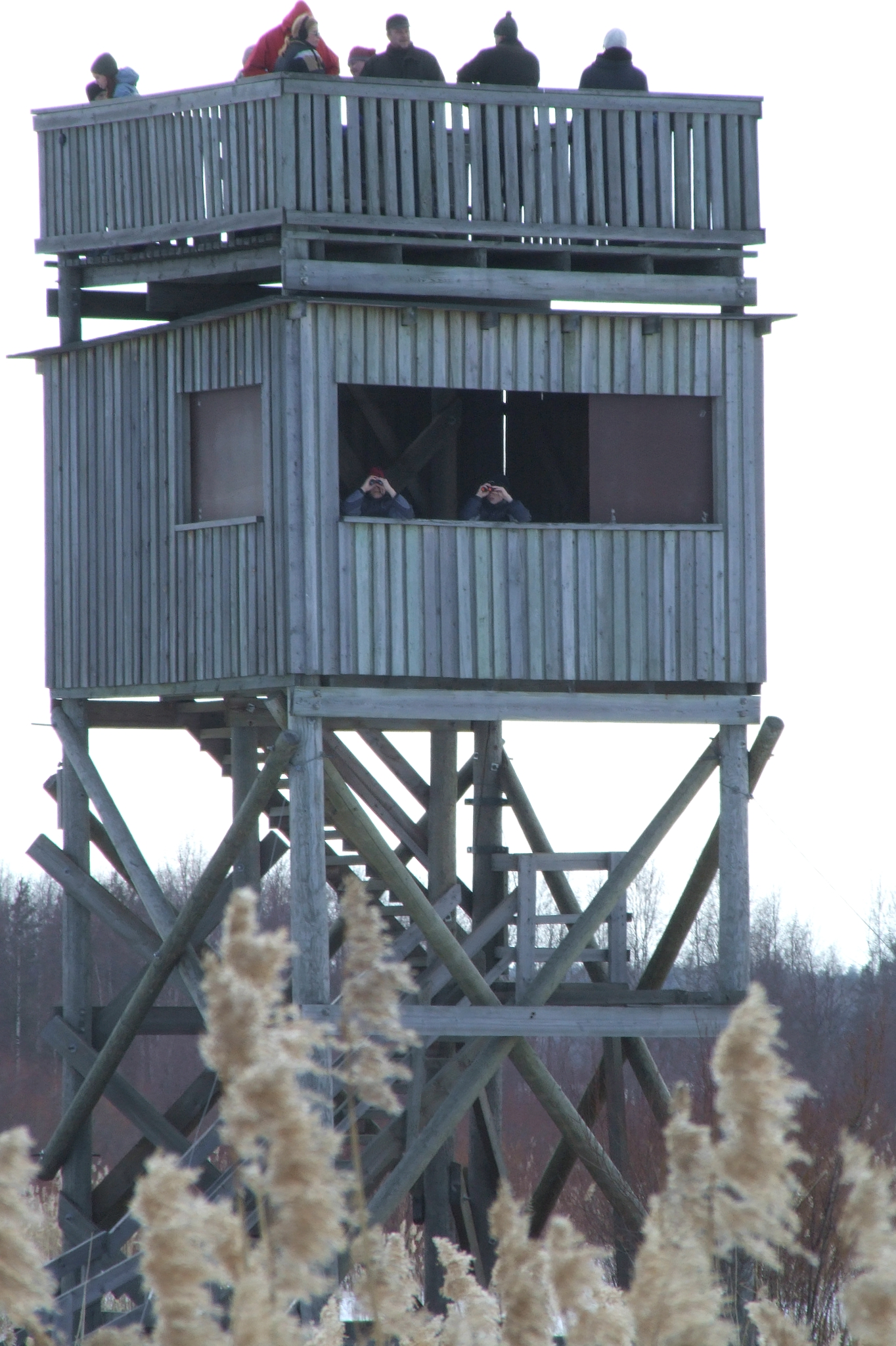
L'observatoire d'oiseaux de Liminganlahti.
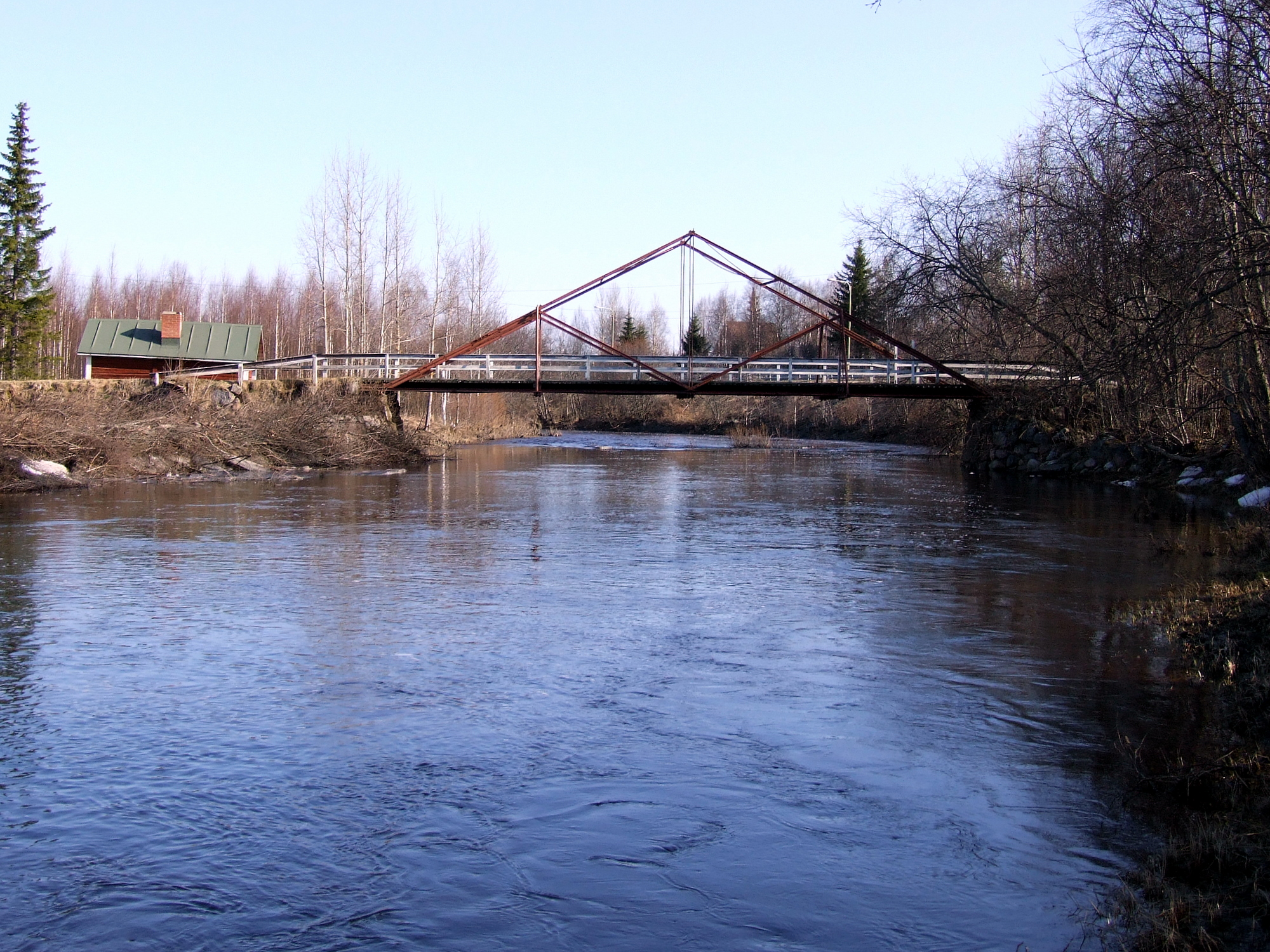
La rivière Temmesjoki.